# 小林憲正
小林 憲正（こばやし けんせい、1954年（昭和29年） - ）は、日本の宇宙生物学者、分析化学者、進化生物学者。

## 経歴・人物
愛知県岡崎市に生まれる。1977年（昭和52年）東京大学理学部化学科卒業後、東京大学大学院理学系研究科へ進学し、1982年（昭和57年）東京大学大学院理学系研究科博士課程修了。米国メリーランド大学化学進化研究所研究員、横浜国立大学工学部助教授、同大大学院工学研究院助教授、文部科学省宇宙科学研究所客員助教授などを経て、2003年（平成15年）横浜国立大学大学院教授。さらに2013年（平成25年）より自然科学研究機構客員教授を兼任。研究分野は分析生物無機化学および生物地球化学、化学進化・生命の起源および極限環境生命の検出法など。著書に『アストロバイオロジー 宇宙が語る生命の起源』、『生命の起源 宇宙・地球における化学進化』などがある。